# Akira Jimbo
Akira Jimbo, talvolta chiamato Akira Jinbo (神保彰?, Jinbo Akira) (Tokyo, 27 febbraio 1959), è un batterista giapponese che spazia tra rock, jazz e fusion.
Ambidestro, è noto, oltre che per la sua grande indipendenza degli arti, per essere in grado di suonare simultaneamente un kit acustico (con cui esegue la ritmica) e un kit elettronico (con il quale crea altre basi strumentali). Akira ha suonato con artisti come Keiko Matsui, Shambara, Brian Bromberg e fa parte della fusion band Casiopea.

## Biografia
Dopo aver ascoltato Steve Gadd, dal quale rimase profondamente colpito, Akira iniziò a suonare la batteria. Nonostante si sia accostato allo strumento in età un po' avanzata rispetto ad altri batteristi famosi (intorno ai 17-18 anni), ciò non gli ha impedito di imporsi come uno dei migliori al mondo. Iniziò i suoi studi presso la "Keio University Light Music Society Big Band".
Nel 1979 entrò nei Casiopea, con cui militerà fino al 1989 e ritornando nel 1997. Egli formò anche un progetto chiamato Jimsaku con il bassista del gruppo, Tetsuo Sakurai. Jimbo è un session man molto attivo nella sua nazione e attualmente collabora con un altro batterista Hiroyuki Noritake con cui ha fondato un "Drum-Duo" chiamato "Synchronized DNA" e effettua seminari tra il Giappone e gli Stati Uniti.
Nel 1999, il batterista fu inserito al 2º posto dalla rivista di percussioni britannica Rhythm nella categoria dei "batteristi dell'anno". Akira è anche il primo batterista asiatico ad apparire nella copertina del magazine americano Modern Drummer, il quale pubblicò un suo articolo nel 2000. La stessa rivista pubblicò un DVD, "Modern Drummer Festival 2000", in cui è presente anche una performance di Jimbo.
Akira è un endorser batterie Yamaha e di piatti Zildjian. Con la Zildjian ha collaborato nel progetto di un nuovo modello di piatti, i "K Custom Hybrid Series". Come didatta, ha pubblicato vari video-metodi di batteria, come Independence e Fujiyama.

## Equipaggiamento

### Piatti
- 21" Zildjian K Custom Hybrid Ride
- 19" Zildjian K Custom Hybrid China
- 9" Zildjian K Custom Hybrid Splash
- 19" Zildjian K Custom Hybrid Crash
- 17" Zildjian K Custom Hybrid Crash
- 15" Zildjian K Custom Trash Crash
- 13" Zildjian K Custom Trash Splash
- 13,25" Zildjian K Custom Hybrid Hi Hats

## Discografia

### Solista
- Cotton (1986)
- Palette (1989)
- Jimbo (1990)
- Slow Boat (1991)
- Lime Pie (1993)
- Rooms By The Sea (1995)
- Panama Man (1995)
- Flower (1997)
- Stone Butterlfy (1997)
- Brombo! (2003)
- Brombo 2!! (2004)

## Video-metodi
- Metamorphosis (1992)
- Pulse (1995)
- Independence  (1998)
- Evolution  (1999)
- Wasabi  (2003)
- Fujiyama (2003)